# Baldassarre Paoli
Baldassarre Paoli (Firenze, 16 dicembre 1811 – Firenze, 20 gennaio 1889) è stato un magistrato, giurista e politico italiano, esponente importante della scuola giuridica fiorentina.
Nacque a Firenze il 16 dicembre 1811 da Giovanni e Maria Angiola Bianchi. Trascorse i suoi anni di studio all''università di Pisa, dove conseguì la laurea nel 1833.
Nel 1838 fu nominato regio procuratore del Tribunale di prima Istanza di San Miniato al Tedesco per poi passare a quello di Pisa.
Fu Primo presidente della Corte d'appello di Firenze (dal 1877 al 1886). Il figlio, Cesare, fu un importante archivista e paleografo.
Morì nella sua abitazione in via Cavour il 20 gennaio 1889; essendo fratello della Ven. Arciconfraternita della Misericordia di Firenze venne tumulato nel suo cimitero monumentale, il Camposanti dei "Pinti".

## Opere
- Guida del nuovo Codice penale pel Granducato di Toscana, Firenze, Stamperia granducale, 1853.
- Nozioni elementari di diritto penale militare secondo il combinato disposto dei Codici penali militare e comune vigenti in Toscana, Firenze, Tip. delle Murate, 1856.
- Studii di giurisprudenza italiana comparata, Firenze, Tip. di Luigi Niccolai, 1873.
- Nozioni elementari di diritto civile, Genova, Tip. del R.I. de' sordo muti, 1875-1881. Contiene:

Le successioni testamentarie secondo il Codice civile italiano
Dei figli di famiglia e dell'instituto della patria potesta secondo il Codice civile italiano
La tutela, la interdizione e la inabilitazione
Del matrimonio rispetto ai beni
- Saggio di una storia scientifica del decennio di preparazione del Codice penale italiano, Firenze, L. Niccolai, 1878.
- Delle servitù personali secondo il Codice civile italiano, Firenze, Tip. L. Niccolai, 1887.